# Cometa Elenin
Cometa C/2010 X1 (sau Cometa Elenin) este o cometă descoperită de astronomul amator rus Leonid Elenin la 10 decembrie 2010, prin intermediul observatorului astronomic robotizat (ISON) de lângă Mayhill, New Mexico, Statele Unite. În momentul descoperirii cometa avea o magnitudine aparentă de 19,5, de 150.000 de ori mai slabă pentru a fi observată cu ochiul liber. Leonid Elenin a estimat că nucleul cometei are un diametru de 3–4 km. 